# Cadusii
De Cadusii (Latijn), Cadusiërs of Kadusiërs (Grieks: Καδούσιοι, Kadoúsioi) waren een oud Iraans volk dat in het noordwesten van het huidige Iran woonde. Ze worden in geen enkele lokale bron genoemd en zijn alleen bekend uit Griekse en Latijnse bronnen.

## Geografie
De Cadusiërs woonden in Cadusië, een bergachtig district in Media Atropatene aan de zuidwestkust van de Kaspische Zee, tussen de breedtegraden 39 ° en 37 ° noorderbreedte. Het district werd in het noorden waarschijnlijk begrensd door de rivier de Cyrus (nu Koera in Azerbeidzjan, van oudsher bekend als Arran en Albanië); in het zuidelijke deel van de rivier de Mardus (de huidige Sefid Rud), en komt overeen met de huidige Iraanse provincies Gilan en Ardebil.
Ze worden door Strabo beschreven als een oorlogszuchtig bergvolk dat meestal te voet vocht en bekwaam was met korte speren (pila). 